# Jeremy Bentham
Jeremy Bentham (Londra, 15 febbraio 1748 – Londra, 6 giugno 1832) è stato un filosofo, giurista ed economista inglese.
Ispirato dalle idee di Cesare Beccaria, fu il primo divulgatore dell'utilitarismo e fu maestro di James e John Stuart Mill. Fortemente avverso al giusnaturalismo, sostenne la codificazione del diritto ed elaborò una compiuta teoria delle garanzie costituzionali.

## Biografia

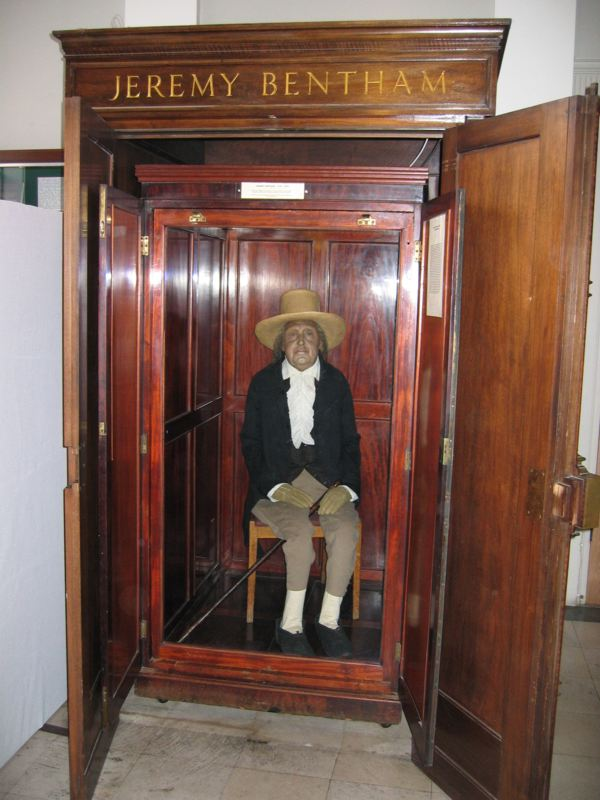
Il corpo imbalsamato di Jeremy Bentham, esposto in una sala pubblica dello University College di Londra

Bentham nacque a Houndsditch, a Londra, in una ricca famiglia tory. Fu un bambino prodigio e, da piccolo, fu trovato seduto alla scrivania del padre, intento a leggere una storia dell'Inghilterra in più volumi. Cominciò lo studio del latino a soli tre anni.
Fratello di Samuel Bentham, frequentò la Westminster School e nel 1760 fu mandato dal padre al Queen's College di Oxford, dove conseguì il baccellierato nel 1763 e la laurea nel 1766. Ricevette una formazione da avvocato e (anche se non praticò mai) fu ammesso all'attività forense nel 1769. Rimase profondamente frustrato per la complessità del corpus giuridico inglese, che soprannominò "the Demon of Chicane".
Tra le sue tante proposte per riforme legali e sociali: un progetto per la costruzione di una prigione, che egli chiamò Panopticon. Benché essa non sia mai stata effettivamente realizzata durante la vita di Bentham, l'idea influenzò significativamente le successive generazioni di pensatori. Il filosofo francese del ventesimo secolo Michel Foucault ha attribuito al Panopticon il ruolo di paradigma di riferimento per tutta una serie istituzioni penitenziarie del diciannovesimo secolo.
Bentham intratteneva corrispondenze con molte persone influenti. Adamo Smith, per esempio, fu favorevole a porre un limite legale ai tassi di interesse, prima che le argomentazioni di Bentham lo convincessero del contrario. In seguito alla corrispondenza con Mirabeau e altri capi della rivoluzione francese, gli venne conferita la cittadinanza onoraria francese, benché Bentham sia stato un critico feroce del principio rivoluzionario dei diritti naturali e della violenza che dilagò dopo la presa del potere da parte dei giacobini (1792). Uno dei collaboratori di Mirabeau, il ginevrino Pierre Étienne Louis Dumont, lavorò con Bentham per più di vent'anni. Consigliere a Ginevra, mise in atto i principî di Bentham adottati nel nuovo codice penale.
Nel 1823, insieme a John Stuart Mill, fondò la Westminster Review, il periodico del movimento "radicale"; attraverso questa pubblicazione, insieme ad un gruppo di giovani discepoli, esercitò una notevole influenza sulla vita pubblica inglese. Nello stesso anno diede vita alla Birkbeck, Università di Londra, assieme al dottor George Birkbeck, al barone John Cam Hobhouse e al deputato liberale Henry Brougham, I barone Brougham e Vaux.
Frequentemente, Bentham è associato alla fondazione dell'Università di Londra, specificatamente del collegio universitario di Londra, malgrado avesse già settantotto anni all'apertura del collegio, nel 1826, e lui non avesse partecipato attivamente alla sua costituzione. Comunque, è probabile che senza la sua ispirazione il collegio non sarebbe stata fondato in quel periodo. Bentham credeva fortemente che l'istruzione dovesse essere fruibile il più largamente possibile, e in particolare anche a chi non apparteneva alle classi sociali superiori o alla Chiesa, criteri che erano invece indispensabili per gli studenti di Oxford e Cambridge. Dal momento che l'UCL fu la prima università inglese ad ammettere tutti, senza distinzione di razza e credo politico o religioso, essa fu decisamente coerente con la visione di Bentham, il quale inoltre patrocinò la nomina di uno dei suoi allievi, John Austin, come primo Professore di Giurisprudenza nel 1829.
Come richiesto nel suo testamento, il suo corpo fu imbalsamato, rivestito e collocato seduto in una teca vitrea, chiamata la sua "Auto-Icona", all'University College di Londra. L'Auto-Icona è posizionata alla fine del chiostro sud della parte principale del College e può essere visitata. Tale scelta ha dato adito alla diceria (del tutto infondata) secondo cui l'Auto-Icona verrebbe occasionalmente portata alle riunioni del College Council (in cui Bentham risulterebbe "presente ma non votante").
Durante l'imbalsamazione, la testa di Bentham fu gravemente danneggiata, risultando annerita e quasi irriconoscibile; si decise pertanto di asportarla e sostituirla con una riproduzione in cera. La testa fu poi posizionata sul pavimento della "vetrinetta", in mezzo alle gambe del cadavere. Nel 1975 alcuni studenti la sottrassero e, dopo aver preteso un "riscatto" di 10 sterline, la fecero ritrovare in uno stipetto nel deposito bagagli della stazione ferroviaria di Aberdeen. A seguito di ciò, la testa fu trasferita in un frigorifero situato nei sotterranei del college.
Morendo nel 1832 non lasciò solo il retaggio della sua dottrina morale e politica, ma anche quello di un'istituzione nuova in Inghilterra, l'Università di Londra, distinta dalle tradizionali università inglesi di Oxford e Cambridge per il suo carattere rigorosamente laico e subito tacciata dagli avversari come «l'Università senza Dio».

## Pensiero filosofico
Bentham fu uno dei più importanti utilitaristi, in parte tramite le sue opere, ma in particolare tramite i suoi studenti sparsi per il mondo. Tra questi figurano il suo segretario e collaboratore James Mill e suo figlio John Stuart Mill, oltre a vari politici (e Robert Owen, che divenne poi uno dei principali esponenti del socialismo).

Defence of usury, 1788

Argomentò a favore della libertà personale ed economica, la separazione di stato e chiesa, la libertà di parola, la parità di diritti per le donne, i diritti degli animali, la fine della schiavitù, l'abolizione di punizioni fisiche, il diritto al divorzio, il libero commercio, la difesa dell'usura, la depenalizzazione della sodomia, l'istituzione di un dicastero per la sanità, un censimento decennale della popolazione, un registro generale della proprietà Reale, l'uso di contraccettivi per diminuire il numero di poveri, un sistema di pubblica amministrazione. Fu a favore delle tasse di successione, restrizioni sul monopolio, pensioni e assicurazioni sulla salute. Ideò e promosse un nuovo tipo di prigione, che chiamò Panopticon.
La consapevolezza degli squilibri socio-economici causati dallo sviluppo industriale dell'Inghilterra della seconda metà del settecento trovò espressione, in Bentham come in altri, nella dottrina dell'utilitarismo.
Bentham è considerato l'iniziatore di questa corrente di pensiero proprio per le sue riforme alla legislazione britannica.
Nel 1789 pubblica la sua opera principale Introduzione ai princìpi della morale e della legislazione. Bentham riformula il principio della «massima felicità per il massimo numero di persone» degli illuministi (Cesare Beccaria, Helvétius, Hutcheson).
Se la morale vuole diventare una scienza deve basarsi sui fatti (come nel positivismo) e non su astratti valori, infatti la felicità, di cui sopra, non è altro che il piacere. Nell'etica utilitaristica la "felicità pubblica" si pone quale valore sommo.
Piacere e dolore sono fatti quantificabili così da poter essere assunti come criterio dell'agire. Bentham formula un'algebra morale, cioè un calcolo quantitativo che ci permetta di conoscere le conseguenze dell'agire quantificando la felicità prodotta e indirizzandoci verso azioni che massimizzino il piacere e minimizzino il dolore.
Le buone azioni saranno quindi le azioni che promuovono la felicità non solo per il singolo ma anche per la collettività, viceversa le cattive azioni ostacolano la felicità. Se quindi la ricerca del piacere, del singolo, è ben indirizzata promuoverà la felicità di tutti, per cui egoismo e altruismo tendono a confondersi.
Forte di questa teoria, Bentham, non ritiene valida l'ipotesi contrattualistica del giusnaturalismo: alla base dello Stato non vi è alcun contratto sociale ma una necessità utilitaria di promuovere collettivamente la felicità, il piacere di tutti. Le leggi avranno così il compito di incoraggiare le azioni buone (cioè che promuovono l'utile) e di impedire e sanzionare quelle che ostacolano il bene comune.
Dopo un'affermazione filosofica dei diritti umani nel settecento, essi subiscono alcuni attacchi teorici, tra cui le tesi portate avanti da Jeremy Bentham che sviluppa una duplice critica, sul piano politico e giuridico.
Sul piano politico, il giurista inglese sostiene che i diritti umani nascono come strumento di tutela per le libertà individuali nei confronti del potere politico, ma allo stesso tempo limitano così l'azione di quest'ultimo, finendo per indebolirlo e lasciando l'individuo privo di sicurezza, una sicurezza che solo il potere politico è in grado di garantire.
Sul piano giuridico Bentham va sostenendo l'infondatezza giuridica dei diritti umani; secondo la sua visione, essendo i diritti naturali intrinsecamente collegati alla natura dell'uomo, essi non posseggono dignità giuridica, ma esprimono esclusivamente pretese morali.

## Opere
- Fragment on Government (1776).
- Panopticon (1787, 1791).
- Defence of Usury, 1790
  - (EN) Jeremy Bentham, Defence of usury, Dublin, Patrick Byrne, William Colles, William Lewis, Moore, D Williams, Luke White, 1788. URL consultato il 23 giugno 2015.
- Essay on Political Tactics (1791)
- Emancipate your Colonies! (1793)
- Traité de Législation Civile et Pénale (1802)
- Punishments and Rewards (1811)
- A Table of the Springs of Action (1815)
- Parliamentary Reform Catechism (1817)
- Church-of-Englandism (printed 1817, 1818)
- Elements of the Art of Packing (1821)
- The Influence of Natural Religion upon the Temporal Happiness of Mankind (1822, scritto insieme a George Grote)
- An Introduction to the Principles of Morals and Legislation, seconda edizione, 1823
- Not Paul But Jesus (1823, pubblicato sotto lo pseudonimo Gamaliel Smith)
- Book of Fallacies (1824)
- A Treatise on Judicial Evidence (1825)
- Rationale of Judicial Evidence (1827
- A Fragment on Ontology
- Offences against one's self: pederasty, "Journal of homosexuality", III 1978 (4), pp. 389–405; proseguito nel vol. IV 1978 (1). Introduzione e commento di Louis Crompton.

### Traduzioni italiane
- Introduzione ai principi della morale e della legislazione (a cura di Salvatore Primiceri, traduzione di Otello Marcacci) Primiceri Editore, Padova 2020
- Introduzione ai principi della morale e della legislazione (a cura di Eugenio Lecaldano) UTET, Torino 1998
- Deontologia (a cura di Sergio Cremaschi) La Nuova Italia,  Scandicci (Firenze) - Rcs Scuola spa, Milano 2000
- Un frammento sul governo, a cura di S. Marcuzzi, Milano, Giuffré, 1990
- Difesa dell'usura (a cura di Nunzia Buccilli e Marco Guidi), Liberilibri, Macerata 1996
- Teoria delle finzioni (a cura di R. Petrillo), Cronopio, Napoli 2001
- Panopticon ovvero la casa d'ispezione (a cura di M. Foucault.; M. Perrot), Marsilio, Venezia 2002
- Il libro dei sofismi, a cura di L. Formigari, Roma, Editori Riuniti, 1981
- Jeremy Bentham, padre del femminismo, a cura di L. Campos Boralevi, Roma, Carucci, 198 (antologia di scritti sulla condizione delle donne)
- Libertà di gusto e di opinione (a cura di Gianfranco Pellegrino), Dedalo, Bari 2007. Contiene: Reati contro se stessi: la pederastia [1785]; Difesa dell'usura [1787]; e Libertà di stampa e discussione pubblica [1821]. La prima opera è stata tradotta anche come: Difesa dell'omosessualità, Il nuovo melangolo, Genova 2009, a cura di Francesco Chiossone.
- Il catechismo del popolo, a cura di L. Formigari, Roma, Editori Riuniti, 1982 (antologia dal Fragment on Government e dal Constitutional Code)